# 浙江青荚叶
浙江青荚叶（学名：Helwingia zhejiangensis）为山茱萸科青荚叶属下的一个种。

## 扩展阅读
- 維基物種上的相關：浙江青荚叶